# SXGA+
SXGA+ (ang. Super Extended Graphics Array) – standard rozdzielczości ekranu.

Standardowe rozdzielczości ekranowe

SXGA+ jest używany w matrycach LCD laptopów o przekątnej 14 i 15 cali. Rozdzielczość ekranu wynosi 1400×1050 pikseli. Standard ten był maksymalną rozdzielczością high-end-owych projektorów. SXGA+ jest używany również w 12 calowych ekranach laptopów takich jak Thinkpad X60 i X61 jako tablety oraz Toshiba Portégé M200 i M400.
Istnieje również wersja panoramiczna – WSXGA+, której rozdzielczość ekranu wynosi 1680×1050. Jest popularna w większości 20-22 calowych monitorów LCD. Jest również dostępna w laptopach.